# Ždrimački slap
Ždrimački slap ili Crndolski slap je slap koji se nalazi iznad sela Ždrimci kod Uskoplja, BiH. Visina mu je 29 metara. Od samoga središta grada udaljen je nekoliko kilometara. Nalazi se na potoku Crndol.